# NOFV-Futsal-Liga 2020/21
Die NOFV-Futsal-Liga 2020/21 war die achte Saison der NOFV-Futsal-Liga, der höchsten Futsalspielklasse in Nordostdeutschland. Die Saison endete aufgrund der COVID-19-Pandemie vorzeitig. Meister wurde nach Anwendung der Quotientenregel der Titelverteidiger VfL 05 Hohenstein-Ernstthal vor dem Team 1894 Berlin. Beide Mannschaften qualifizierten sich für die Deutsche Futsal-Meisterschaft 2021 und darüber hinaus für die neu geschaffene Futsal-Bundesliga, während sich der FC Liria Berlin über eine Relegation ebenfalls noch für die neue Liga qualifizieren kann.

## Tabelle
| Pl. | Verein                          | Sp. | S | U | N | Tore    | Diff. | Punkte | Quotient |
| --- | ------------------------------- | --- | - | - | - | ------- | ----- | ------ | -------- |
| 1.  | VfL 05 Hohenstein-Ernstthal (M) | 4   | 4 | 0 | 0 | 055:300 | +52   | 12     | 3,00     |
| 2.  | 1894 Berlin                     | 4   | 4 | 0 | 0 | 034:800 | +26   | 12     | 3,00     |
| 3.  | FC Carl Zeiss Jena 1            | 4   | 2 | 0 | 2 | 020:200 | ±0    | 06     | 1,50     |
| 4.  | FC Liria Berlin                 | 2   | 1 | 0 | 1 | 007:140 | −7    | 03     | 1,50     |
| 5.  | SC Borea Dresden                | 5   | 2 | 0 | 3 | 019:320 | −13   | 06     | 1,20     |
| 6.  | Beach United Berlin             | 3   | 1 | 0 | 2 | 013:100 | +3    | 03     | 1,00     |
| 7.  | UFK Potsdam 08                  | 6   | 1 | 0 | 5 | 016:600 | −44   | 03     | 0,50     |
| 8.  | Heidenauer SV                   | 2   | 0 | 0 | 2 | 002:190 | −17   | 0      | 0,00     |

| Zum Saisonende 2020/21: |
| Meister, Teilnahme an der Deutschen Futsal-Meisterschaft 2021 und Qualifikation für die Futsal-Bundesliga 2021/22: VfL 05 Hohenstein-Ernstthal Teilnahme an der Deutschen Futsal-Meisterschaft und Qualifikation für die Futsal-Bundesliga 2021/22: 1894 Berlin Teilnahme an der Relegation zur Futsal-Bundesliga 2021/22: FC Liria Berlin |